# Eleição municipal suplementar de Criciúma em 2013
A eleição municipal suplementar de Criciúma em 2013 foi realizada em turno único, que ocorreu no dia 3 de outubro de 2013. A cidade foi às urnas para eleger um prefeito e um vice-prefeito no município de Criciúma, no estado de Santa Catarina, no Brasil. O prefeito eleito foi Márcio Búrigo, do PP, com 72,27% dos votos válidos.

## Contexto
Márcio Búrigo era o vice-prefeito na gestão anterior, quando Clésio Salvaro (PSDB), era o prefeito. A chapa Salvaro-Búrigo (PSDB-PP) buscou a reeleição nas eleições de 2012 e foi a mais votada. Porém,  Salvaro foi considerado inelegível pelo Tribunal Superior Eleitoral (TSE) em razão de irregularidades na campanha de 2008, que o enquadraram na Lei da Ficha Limpa. No dia 1º de janeiro de 2013, o presidente da Câmara de Vereadores Itamar da Silva assumiu como prefeito, permanecendo até a organização da eleição suplementar.

## Campanha
Durante a campanha, Búrigo afirmou que pretende terminar a segunda etapa da obra do Centro de Controle de Zoonoses e finalizar a Unidade de Pronto Atendimento (UPA), no bairro Próspera. Além disso, propôs a ampliação do ensino integral na cidade, como contribuição à educação, instalar câmeras de segurança em lugares estratégicos, como proposta à segurança, e incrementar o parque tecnológico, como alternativa à economia. Além disso, na área de mobilidade urbana, disse que pretende instalar sinaleiras inteligentes, passarelas, viadutos, elevados, túneis, entre outras, que pretende cumprir durante o mandato.

## Resultados

### Prefeito

#### Primeiro turno
Seis candidatos disputaram o cargo de Prefeito de Criciúma. O candidato mais bem votado, Márcio Búrigo (PP), foi eleito em primeiro turno.
| Candidato(a)             | Vice                    | 1º Turno | 1º Turno    |
| Candidato(a)             | Vice                    | Votação  | Votação     |
| Candidato(a)             | Vice                    | Total    | Porcentagem |
| ------------------------ | ----------------------- | -------- | ----------- |
| Márcio Búrigo (PP)       | Verceli Coral (PSDB)    | 76.748   | 72,27%      |
| Ronaldo Benedet (PMDB)   | Douglas Mattos (PCdoB)  | 12.629   | 11,89%      |
| Fábio Brezola (PT)       | Arnoldo Mattos (PT)     | 10.895   | 10,26%      |
| Américo Faria (DEM)      | Everson Zico (DEM)      | 2.661    | 2,51%       |
| Cintia dos Santos (PSTU) | Jonas Orben (PSTU)      | 2.271    | 2,14%       |
| Rodrigo Maciel (PCB)     | Ana Soccas Sazan (PCB)  | 988      | 0,93%       |
| Total de votos válidos   | Total de votos válidos  | 106.192  | 75,32%      |
| Votos em branco          | Votos em branco         | 3.033    | 2,71%       |
| Votos nulos              | Votos nulos             | 2.880    | 2,57%       |
| Total de votos apurados  | Total de votos apurados | 112.105  | 80,6%       |
| Abstenção                | Abstenção               | 26.976   | 19,4%       |
| Total de eleitores       | Total de eleitores      | 139.081  | 100%        |